# Stazione di Žilina
La stazione di Žilina è un'importante stazione ferroviaria a servizio dell'omonima città slovacca. È un importante snodo da cui partono le linee per Bratislava, Košice, Bohumín e Rajec.

## Storia
La stazione fu attivata l'8 gennaio 1871, con l'attivazione del segmento Teschen-Sillein della ferrovia Košice-Bohumín.